# Мечислав Сморавінський
Мечислав Сморавінський (пол. Mieczysław Smorawiński; 25 грудня 1893, Каліш — квітень або травень 1940, Катинський ліс, Смоленська область) — польський воєначальник, бригадний генерал Війська Польського .

## Біографія
Закінчив торговельну школу в Каліші. У 1911 році за діяльність в організації «Зажевьє», спрямовану на відділення Польщі від Росії, був засуджений на шість місяців ув'язнення, а потім висланий в Катеринослав. Після закінчення терміну заслання переїхав до Львова, де успішно отримав атестат про повну загальну середню освіту і вступив на хімічний факультет Львівського політехнічного інституту, де навчався у 1912—1914 роках. З лютого 1912 по вересень 1914 року перебував у воєнізованій організації «Стрілецькі дружини», яка створив Юзеф Пілсудський. Там закінчив офіцерський курс.
З початком першої світової війни прибув у Краків, де 16 вересня 1914 року вступив у 2-й піхотний полк 2-ї бригади Польських легіонів. Обіймав посади командира взводу, роти і батальйону. У 1914—1917 роках постійно перебував на фронті.
1 листопада 1918 року вступив до Війська Польського і став командиром 2-го батальйону 8-го піхотного полку Легіонів (до 13 липня 1919 року). 17 лютого—5 травня 1919 року тимчасово командував 8-м полком. У липні — вересні 1919 року створив і очолив 9-й полк піхоти Легіонів, потім знову став командиром 8-го полку. У 1920 році командував 4-ю піхотною бригадою Легіонів. Брав участь в боях в районі Ліди (Західна Білорусь).
Після закінчення війни — командир піхоти 2-ї піхотної дивізії Легіонів (з 1921 по 20 березня 1927 року). Під час «Травневого перевороту» 1926 року підтримав Юзефа Пілсудського. З 1927 року — командир 6-ї піхотної дивізії в Кракові. З 1 січня 1928 року — бригадний генерал, наймолодший генерал у Війську Польському. З 1932 року — заступник командувача Третім військовим округом зі штабом у Гродно. У 1934—1939 роках — командувач Другим військовим округом у Любліні.
З початку другої світової війни до 14 вересня 1939 року займався мобілізаційними заходами, потім прибув до Володимира-Волинського. 18 вересня, після того, як Радянська армія вторглася до Польщі, видав наказ, що забороняє будь-які військові дії відносно радянських військ (на виконання відповідного наказу головнокомандувача польською армією маршала Едварда Ридза-Сміглого). Крім того, віддав наказ про демобілізацію всіх офіцерів і рядових і їх переміщення в Румунію і Угорщину для подальшого продовження війни проти німців.
Після вступу Радянської Армії до Володимира-Волинського зустрівся з її представниками і домовився про подальші дії. 20 вересня 1939 року, відповідно до досягнутого з командуванням Червоної Армії угодою, він разом з декількома частинами попрямував в сторону Західного Буга. Однак колона відразу ж була зупинена, а генерал і інші польські військовослужбовці були оголошені військовополоненими.
Перебував у кількох таборах військовополонених. Розстріляний в Катині 1940 року. Сморавінський став одним з двох генералів (разом з Броніславом Богатиревичем), тіла яких були ідентифіковані німцями під час ексгумації у 1943 році.